# Massage tibétain
Le massage tibétain est un massage ancestral à visée thérapeutique pratiqué dans les régions nord du Tibet. S'appuyant sur la philosophie védique, il stipule qu'il faut soigner les émotions pour soigner le corps. Il utilise des sons, notamment ceux des bols tibétains, et des plantes et huiles pour drainer le corps. Le massage proprement dit, effectué manuellement, est tonique, stimulant l'ensemble des méridiens du corps. Son but déclaré est d'harmoniser corps et esprit.
Cette activité est considérée comme une pseudo-science et n'est pas validée scientifiquement. Il est noté des dérives sectaires potentielles. 

## Philosophie
Selon la philosophie védique, chaque corps possèderait une fréquence propre, qui peut être perturbée par des émotions comme la peur, l'anxiété, le stress, les contrariétés, la déprime... Ces émotions impacteraient directement l’organisme qui manifesterait alors des maux ou symptômes.
Le massage tibétain s'appuie également sur la croyance que les sons peuvent rééquilibrer les énergies dans le corps. Depuis plus de 5 000 ans, les tibétains utilisent ainsi des bols chantants et des mantras traditionnels pour réguler les émotions. L'objectif du massage est d'harmoniser corps et esprit,,.
Selon l'experte tibétaine Tseten Wangmo, fondatrice d'un centre à Paris, le massage tibétain possède une dimension spirituelle très importante, liée à la philosophie bouddhiste. Le corps est composé de trois « humeurs » : le vent (« rLung »), la bile (« mKhris-pa ») et la phlegme (« Bad-Kan »). Et Tseten Wangmo affirme que la santé du corps et de l'esprit dépend de l’équilibre entre ces trois « principes énergétiques ». Elle déclare également : « L’esprit peut se déconnecter du corps sous l’effet de stress ou d’une suractivité physique. En permettant de rétablir le lien entre le physique et le mental, le massage traditionnel tibétain répond parfaitement aux besoins de notre société moderne ».

## Tibet
Le massage tibétain est une synthèse de différentes techniques asiatiques. Il est pratiqué régulièrement par les familles tibétaines dans les régions nord du pays. Elles se transmettent les gestes de génération en génération. Cet « Art traditionnel du Tibet » y est considéré comme étant un massage défatiguant.

## Pratique
Le praticien a recours à l'utilisation des sons, des plantes, des huiles, et de massages toniques qui consistent à presser, pétrir, frictionner, et stimuler les méridiens sur l'ensemble du corps.
Le praticien commence par un état des lieux : il repère les points de tension, puis pratique des manœuvres toniques afin de les dénouer et chauffer le corps. Une fois le corps relaxé, le praticien stimule alors les méridiens de la tête au pied. Les pressions, fermes, peuvent être un peu douloureuses selon l’état de tension, mais les séquences de pétrissage et remodelage sont agréables,.
Le praticien, selon le soin demandé, peut également utiliser la « moxibustion », qui consiste à chauffer des points très précis du corps. Il peut utiliser pour cela des petits sacs de coton contenant des plantes considérées comme drainantes, par exemple gingembre, fenouil, muscade, et farine d'orge (très utilisée au Tibet). Les petits sacs sont trempés dans une huile très chaude et le praticien vient chauffer des points sur le corps où il estime que se trouvent des nœuds résultant d'émotions comme l'inquiétude, la dépression, la panique, etc,.
Le massage tibétain, appelé également « Ku-Nye » se déroule traditionnellement en trois étapes : « Ku », « Nye » et « Chi ». La première séquence, « Ku », consiste à enduire le corps d'une huile végétale chaude ou de beurre clarifié chaud (« Ghee ») sur tout le corps. La deuxième séquence, « Nye », est le massage qui stimule les points d’acupressure. Durant la dernière séquence, « Chi », l’huile est retirée avec des poudres spécifiques ou de la farine de pois chiche, comme un gommage pour purifier la peau. Mais l'experte tibétaine Tseten Wangmo explique que les massages tibétains peuvent être différents selon les praticiens : « Aucun rituel ne se ressemble. Il faut s’entretenir avec la personne avant le massage pour savoir quelles techniques seront les mieux adaptées à ses problématiques ».

## Effets ressentis et bénéfices attendus
Pendant la séance, le praticien stimule des points très précis, qui peuvent être sensibles. Mais au sortir de la séance, l'effet attendu est une sensation de détente et de paix. Néanmoins, la personne ayant reçu ce type de massage peut éprouver dans les 24 heures qui suivent quelques courbatures, mais qui s'estompent assez rapidement. Le patient peut alors ressentir un regain d'énergie,.
Selon les adeptes de ces massages, les bénéfices sont nombreux. Ils affirment qu'au niveau physique, une profonde détente peut en découler et diverses douleurs être soulagées : maux de dos, douleurs articulaires, problèmes menstruels, insomnie, déséquilibres nerveux, etc. De plus, la Tibétaine Tseten Wangmo déclare : « Le corps et l’esprit retrouvent leur lien naturel et leur équilibre harmonieux pour une sensation de grande sérénité intérieure ».

## Contre-indications
La Tibétaine Tseten Wangmo affirme que le massage tibétain peut être pratiqué sur les femmes enceintes jusqu'à l'accouchement, mais qu'après l'accouchement « il faut laisser le corps se remettre naturellement et reprendre au bout d’un mois et demi ».